# Heterotephraea arborescens
Heterotephraea arborescens är en skalbaggsart som beskrevs av Nicholas Aylward Vigors 1826. Heterotephraea arborescens ingår i släktet Heterotephraea och familjen Cetoniidae. Inga underarter finns listade i Catalogue of Life.